# Zahořany (Králův Dvůr)
Zahořany (deutsch Sahorschan) ist ein Ortsteil der Stadt Králův Dvůr in Tschechien. Er liegt vier Kilometer südwestlich des Stadtzentrums von Beroun und gehört zum Okres Beroun.

## Geographie

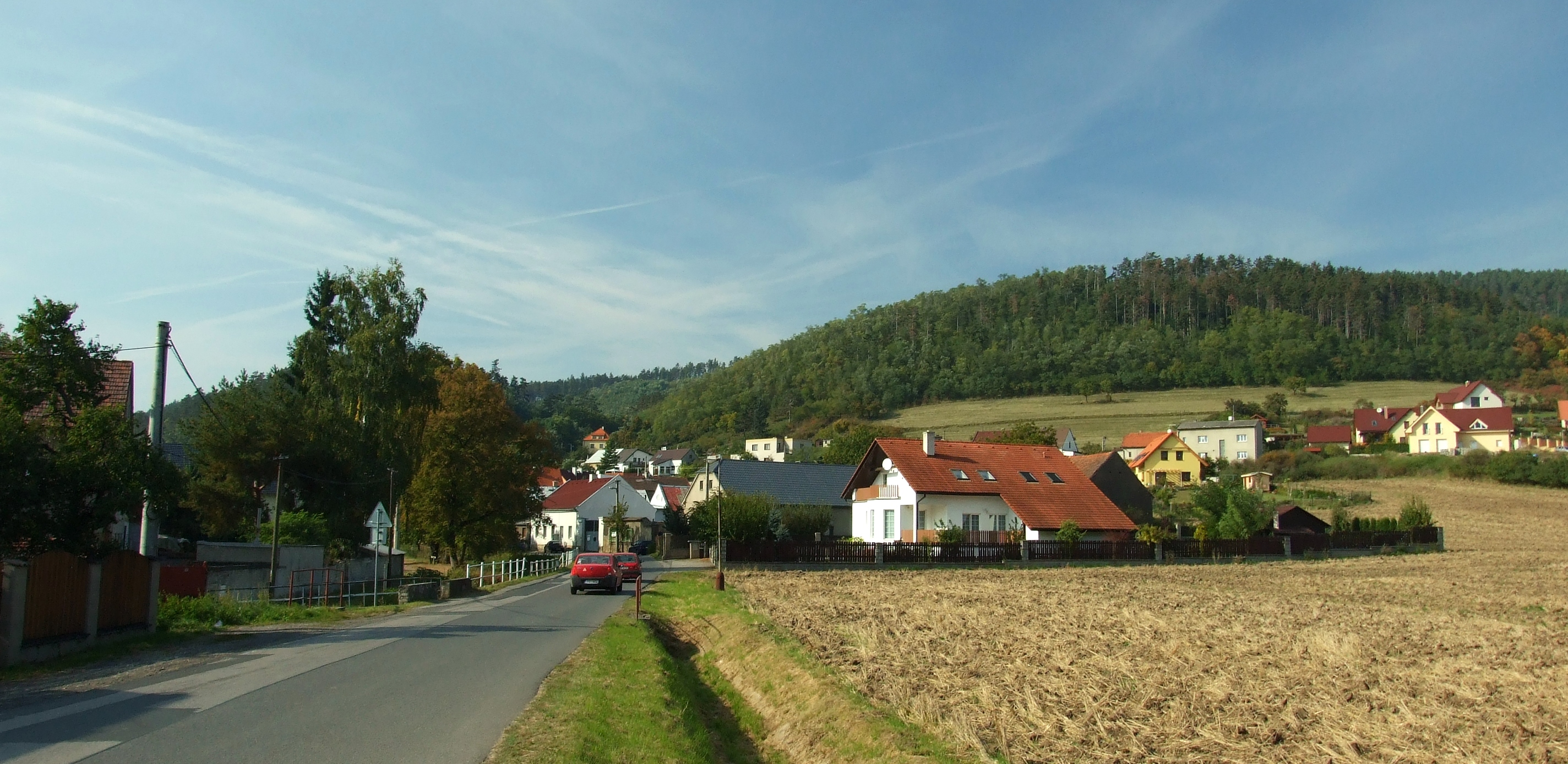
Ortsansicht von Südosten

Zahořany befindet sich linksseitig der Litavka in der Křivoklátská vrchovina. Das Dorf liegt in einem vom Bach Dibeřský potok (Hudlitzer Bach bzw. Zahořaner Bach) gebildeten Seitental. Nördlich erheben sich der Lísek (483 m) und der Děd (492 m), südöstlich der Háj (312 m), der Kosov (355 m) und der Velký Kosov (451 m), südwestlich der Trubínský vrch (369 m) und die Dubová (455 m) sowie im Nordwesten die Na Kozlí Hoře (381 m). Gegen Westen erstreckt sich das Landschaftsschutzgebiet Křivoklátsko.
Nachbarorte sind Na Lísku, Lísa, Stradonice, Porostlina, Zdejcina und Drábov im Norden, Na Vinici, Pod Vinicí, Na Morákově und Beroun im Nordosten, Na Máchovně, Plzeňské Předměstí, Královský Horizont, Za třemi kříži und Zavadilka im Osten, Jarov, Králův Dvůr und Karlova Huť im Südosten, Nad stadionem und Počaply im Süden, Trubín und Svatá im Südwesten, Trubská und Hudlice im Westen sowie Nový Jáchymov, Doužebnice, Krušná Hora, Otročiněves und Lísek im Nordwesten.

## Geschichte
Es wird angenommen, dass Zahořany bereits im Mittelalter existent war. Die erste schriftliche Erwähnung des zur Kammerherrschaft Točník gehörigen Dorfes erfolgte jedoch erst 1525 im Zusammenhang mit einer Kateřina Pytlíková aus Zahořany. Kaiser Ferdinand I. verkaufte die Herrschaft Točník 1557 an Johann Ferdinand Popel von Lobkowicz. Dessen Enkel Georg ließ die Herrschaft Točník 1590 teilen, dabei wurde Zahořany nach Königshof untertänig. Im Jahre 1593 verlor er wegen einer Intrige gegen Kaiser Rudolf II. sämtliche Güter. 1594 wurde die konfiszierte Herrschaft Točník mit den Herrschaften Zbiroh und Königshof zu einer Kameralherrschaft vereinigt, deren Hauptmann seinen Sitz im Schloss Zbiroh hatte. Die Verwaltung und die Erträge des Königshofer Anteils der Kameralherrschaft Zbirow wurden 1834 als k.k. Montan-Herrschaft bzw. Berg-Cameralherrschaft Königshof dem k.k. Montan-Aerar zugewiesen. Sie blieb dabei dem k.k. Oberamt Zbirow untergeordnet, erhielt jedoch einen Amtsverwalter.
Im Jahre 1846 bestand das im Berauner Kreis gelegene Dorf Zahořan aus 20 Häusern mit 164 Einwohnern. Abseits lag die aus einem Dominikalhaus bestehende Einschicht Auf dem Weinberg bzw. Na Winicy. Pfarrort war Počapl. Die Bewohner lebten von der Landwirtschaft. Bis zur Mitte des 19. Jahrhunderts blieb das Dorf der k.k. Montan-Herrschaft Königshof untertänig.
Nach der Aufhebung der Patrimonialherrschaften bildete Zahořany / Zahorzan ab 1850 mit dem Ortsteil Trubská eine Gemeinde im Gerichtsbezirk Beroun. 1868 wurde das Dorf dem Bezirk Hořowitz zugeordnet. Zum Ende des 19. Jahrhunderts wurde in den Hügeln unterhalb des Děd mit dem Abbau von Eisenerz begonnen. Im Jahre 1908 löste sich Trubská von Zahořany los. 1936 wurde die Gemeinde Zahořany dem Okres Beroun zugeordnet. Während der deutschen Besetzung wurde Zahořany im Jahre 1944 nach Königshof eingemeindet. Nach dem Ende des Zweiten Weltkrieges wurde die Eingemeindung noch im 1945 wieder aufgehoben. Am 1. Jänner 1980 erfolgte die Eingemeindung von Zahořany nach Beroun als Ortsteil Beroun-Zahořany. Am 24. November 1990 löste sich Zahořany von Beroun los und bildete eine eigene Gemeinde. Im Jahre 1991 hatte das Dorf 201 Einwohner, beim Zensus von 2001 lebten in den 84 Wohnhäusern von Zahořany 218 Personen. Seit 2003 ist Zahořany ein Ortsteil von Králův Dvůr.

## Ortsgliederung
Der Ortsteil Zahořany bildet zugleich den Katastralbezirk Zahořany u Berouna.

## Sehenswürdigkeiten
- Kapelle auf dem Dorfplatz
- Naturdenkmal Zahořanský stratotyp südlich des Dorfes, Schichten des Böhmischen Ordovizium mit fossiler Fauna, geschützt seit 1977
- Aussichtsturm auf dem Děd